# Billy Gibbons
William Frederick "Billy" Gibbons, född 16 december 1949 i Houston, Texas, är en amerikansk musiker (sångare och gitarrist) i bandet ZZ Top.
Billy Gibbons har samarbetat med många band och musiker genom sin långa karriär. Några gästframträdanden är som gitarrist och sångare med BB King på låten Tired of Your Jive, sångare på Kid Rocks Hillbilly Stomp med mera. Gibbons medverkar även på låten Burn the Witch med Queens of the Stone Age.

## Fotnoter
1. ↑  Internet Movie Database, IMDb-ID: nm0316531co0047972, läst: 21 juli 2015.[källa från Wikidata]
2. ↑  Česko-Slovenská filmová databáze, 2001, ČSFD person-ID: 129804.[källa från Wikidata]
3. ↑  GeneaStar, GeneaStar person-ID: gibbonswill.[källa från Wikidata]